# Altenmarkt an der Alz
Pour les articles homonymes, voir Altenmarkt.
Altenmarkt an der Alz est une commune de Bavière (Allemagne), située dans l'arrondissement de Traunstein, dans le district de Haute-Bavière.